# Olga Puchkova
Olga Alekséievna Puchkova (en ruso: Ольга Алексеевна Пучкова; Moscú, Unión Soviética, 27 de septiembre de 1987) es una tenista y modelo rusa; en su etapa de tenista junior jugó para Bielorrusia.

## Torneos WTA

### Individuales
| Leyenda: Antes de 2009 | Leyenda: A partir de 2009 |
| ---------------------- | ------------------------- |
| Grand Slam (0)         |                           |
| Juegos Olímpicos (0)   |                           |
| WTA Championships (0)  |                           |
| Tier I (0)             | Premier Mandatory (0)     |
| Tier II (0)            | Premier 5 (0)             |
| Tier III (0)           | Premier (0)               |
| Tier IV & V (0)        | International (0)         |

#### Finales (3)
| N.º | Fecha                    | Torneo        | Superficie | Oponente en la final | Resultado     |
| 1.  | 24 de septiembre de 2006 | Calcuta       | Dura (i)   | Martina Hingis       | 0-6, 4-6      |
| 2.  | 5 de noviembre de 2006   | Quebec        | Dura (i)   | Marion Bartoli       | 0-6, 0-6      |
| 3.  | 2 de marzo de 2013       | Florianópolis | Dura       | Monica Niculescu     | 2-6, 6-4, 4-6 |